# Nemes János (karmester)
Nemes János (1918–1944) magyar karmester Siklós Albert és Unger Ernő tanítványa volt a Zeneakadémián. 1938-ban Bruno Walter növendékeként tanult Párizsban. 1940 és 1941 között a budapesti Operában Sergio Failoni asszisztenseként működött. Ugyanebben az évadban a Szegedi Színházban is dolgozott betanító karmesterként. 1944-ben deportálták, a holokauszt áldozata lett. Felesége Varjas Anna zongoraművésznő volt.